# József Szájer
József Szájer (Sopron, 7 settembre 1961) è un politico ungherese.

## Biografia
Nato nel 1961, nel 1982 perse i genitori in un incidente (probabile stradale), dovendo quindi provvedere al mantenimento anche dei due fratelli minori. Nel 1983 si sposò con l'avvocata e giudice Tünde Handó, con cui ebbe una figlia stesso anno.
È un esponente di Fidesz - Unione Civica Ungherese di cui è stato tra i fondatori e si è sempre battuto per la difesa dei valori cristiani.
Eletto all'Assemblea nazionale ungherese nel 1990, mantenne la carica fino al 2004, anno in cui diventò europarlamentare, all'interno del gruppo del Partito Popolare Europeo.
Nel 2010 ha avuto un ruolo decisivo nella riscrittura della costituzione ungherese, che ha introdotto un divieto costituzionale al matrimonio tra persone dello stesso sesso. Nel corso della sua carriera è stato criticato dagli attivisti per i diritti umani, per aver osteggiato il riconoscimento dei diritti delle persone LGBT.
Nel 2015 subì un outing da parte di Klára Ungár (parlamentare apertamente omosessuale), membro del partito Szabad Demokraták Szövetsége – a Magyar Liberális Párt, che per ragioni politiche sostenne che lui e Máté Kocsis fossero omosessuali. Kocsis intentò una causa per diffamazione contro Ungár e perse in appello, considerata l'assenza di offensività dell'affermazione; Szájer non reagì invece alla dichiarazione.
A seguito di uno scandalo che lo ha visto coinvolto in un'orgia con una ventina di uomini a Bruxelles, contravvenendo alle linee guida in contrasto alla pandemia di COVID-19, con la presenza di una pillola di ecstasy, il 28 novembre 2020 ha presentato le proprie dimissioni, divenute effettive il 31 dicembre dello stesso anno.